# You & Me Song
「You & Me Song」（ユー・アンド・ミー・ソング）は、氣志團の通算10枚目のシングル。

## 収録曲
1. You ＆ Me Song
  - 作詞・作曲：綾小路翔／編曲：氣志團
2. 「DJオズマのラヴラヴ☆SATURDAY騎士(ナイト)!《part1
  - 作詞：綾小路翔／作曲：西園寺瞳／編曲：氣志團
3. 21世紀パラダイム
  - 作詞：綾小路翔／作曲：星グランマニエ／編曲：氣志團
4. 「DJオズマのラヴラヴ☆SATURDAY騎士(ナイト)!《part2
  - 作詞：綾小路翔／作曲：西園寺瞳／編曲：氣志團
5. The Great Satsumanian Death Rock
  - 作詞・作曲：綾小路翔／編曲：氣志團
6. 「DJオズマのラヴラヴ☆SATURDAY騎士(ナイト)!《part3
  - 作詞：綾小路翔／作曲：西園寺瞳／編曲：氣志團